# Campeonato Mundial de Ciclismo en Pista de 1976
El LXXIII Campeonato Mundial de Ciclismo en Pista se celebró en Monteroni di Lecce (Italia) entre el 7 y el 10 de septiembre de 1976 bajo la organización de la Unión Ciclista Internacional (UCI) y la Federación Italiana de Ciclismo.
Las competiciones se realizaron en el Velódromo de Ulivi de la ciudad italiana. En total se disputaron 7 pruebas, 5 masculinas (3 profesionales y 2 amateur) y 2 femeninas.

## Medallistas

### Masculino profesional
| Evento                 | Oro                      | Plata                       | Bronce                   |
| ---------------------- | ------------------------ | --------------------------- | ------------------------ |
| Velocidad individual   | John Nicholson Australia | Giordano Turrini · Italia   | Yoshikazu Sugata Japón   |
| Persecución individual | Francesco Moser · Italia | Roy Schuiten · Países Bajos | Knut Knudsen · Noruega   |
| Medio fondo            | Wilfried Peffgen RFA     | Cees Stam · Países Bajos    | Walter Avogadri · Italia |

### Masculinoamateur
| Evento      | Oro                                         | Plata                                     | Bronce                                     |
| ----------- | ------------------------------------------- | ----------------------------------------- | ------------------------------------------ |
| Medio fondo | Gabriël Minneboo · Países Bajos             | Bartolomé Caldentey España                | Rainer Podlesch RFA                        |
| Tándem      | Polonia · Janusz Kotliński · Benedykt Kocot | Checoslovaquia Ivan Kučírek Miloš Jelínek | URSS Anatoli Yablunovski Vladimir Semenets |

### Femenino
| Evento                 | Oro                                     | Plata                     | Bronce                         |
| ---------------------- | --------------------------------------- | ------------------------- | ------------------------------ |
| Velocidad individual   | Sheila Young Estados Unidos             | Sue Novara Estados Unidos | Iva Zajíčková Checoslovaquia   |
| Persecución individual | Cornelia van Oosten-Hage · Países Bajos | Luigina Bissoli · Italia  | Mary Jane Reoch Estados Unidos |

## Medallero
| Núm. | País           | Oro | Plata | Bronce | Total |
| ---- | -------------- | --- | ----- | ------ | ----- |
| 1    | Países Bajos   | 2   | 2     | 0      | 4     |
| 2    | Italia         | 1   | 2     | 1      | 4     |
| 3    | Estados Unidos | 1   | 1     | 1      | 3     |
| 4    | RFA            | 1   | 0     | 1      | 2     |
| 5    | Australia      | 1   | 0     | 0      | 1     |
| 5    | Polonia        | 1   | 0     | 0      | 1     |
| 7    | Checoslovaquia | 0   | 1     | 1      | 2     |
| 8    | España         | 0   | 1     | 0      | 1     |
| 9    | Japón          | 0   | 0     | 1      | 1     |
| 9    | Noruega        | 0   | 0     | 1      | 1     |
| 9    | URSS           | 0   | 0     | 1      | 1     |
|      | TOTAL          | 9   | 9     | 9      | 27    |